# Труа-7
Труа́-7 (фр. Troyes-7) — упразднённый кантон во Франции, находился в регионе Шампань — Арденны, департамент Об. Входил в состав округа Труа. В кантон Труа-7 входили 4 коммуны, из них главной коммуной являлась Труа.
Кантон был создан в 1973 году. По закону от 17 мая 2013 и декрету от 14 февраля 2014 года количество кантонов в департаменте Об уменьшилось с 34 до 17. Новое территориальное деление департаментов на кантоны вступило в силу во время выборов 2015 года, и кантон Труа-7 был расформирован. С 22 марта 2015 года коммуна Розьер-пре-Труа перешла в кантон Сент-Андре-ле-Верже, Бревьянд — в кантон Вандёвр-сюр-Барс, Сен-Жюльен-ле-Вилла — в кантон Труа-4, а территория города Труа была перераспределена между оставшимися кантонами города.

## Коммуны кантона
| Коммуна             | Население, чел. (2006) | Почтовый индекс | Код INSEE |
| ------------------- | ---------------------- | --------------- | --------- |
| Бревьянд            | 2 137                  | 10450           | 10060     |
| Розьер-пре-Труа     | 3 064                  | 10430           | 10325     |
| Сен-Жюльен-ле-Вилла | 6 859                  | 10800           | 10343     |
| Труа                | 63 456                 | 10000           | 10387     |

## Население
| 1982 | 1990 | 1999   | 2006   | 2012   |
| ---- | ---- | ------ | ------ | ------ |
| 9269 | 9997 | 10 954 | 18 354 | 18 133 |